# Panaxia costimaculata
Panaxia costimaculata är en fjärilsart som beskrevs av Spuler-hofmann 1910. Panaxia costimaculata ingår i släktet Panaxia och familjen björnspinnare. Inga underarter finns listade i Catalogue of Life.